# Mark Saunders
Mark Saunders es un ingeniero de sonido, productor musical y remezclador que trabajó con varias bandas de renombre. 

## Historia
Mark Saunders nació el 20 de marzo de 1959 en Ramsdell, Hampshire, Inglaterra. En 1984, comenzó su carrera como asistente de Clive Langer y Alan Winstanley, en los estudios West Side.
Su primera acreditación, fue en 1985, como uno de los ingenieros de la reunión de David Bowie y Mick Jagger para el sencillo Dancing in the Street.

Mark Saunders, realizó su primer trabajo como coproductor en 1985, junto con Matt Howe y Richard Sullivan, para el álbum Mad Not Mad  de Madness.  Tras varios trabajos, en 1988 coprodujo con Tim Simenon a Neneh Cherry.

En 1989, coprodujo el álbum Wild!, de Erasure junto con Gareth Jones y Erasure.

Desde entonces, produjo varios sencillos de Neneh Cherry, Tricky, John Lydon, The Cure y Cyndi Lauper, entre otros.

En 2008, coprodujo varios temas del álbum Foot of the Mountain de A-ha.

### Remezclador
Mark Saunders tiene una destacada carrera como remezclador, destacándose sus trabajos con Erasure, Depeche Mode, The Cure, Robert Plant, The Human League, Lisa Stansfield, Yazoo, The Sugarcubes, David Byrne, Wang Chung, Cyndi Lauper y más.